# Vnitřní předpis
Vnitřní předpis (též interní normativní akt, interní normativní směrnice, interní předpis, vnitřní směrnice, směrnice, pokyn, interní akt řízení apod.) je neveřejný předpis (jehož zveřejnění ovšem může být přípustné), kterým jeho tvůrce upravuje práva a povinnosti svých pracovníků, členů, zaměstnanců či zástupců v rámci své působnosti. Některé vnitřní předpisy musí právnická osoba vydat povinně na základě zákona a zákony ukládají povinnost se jimi řídit nebo zněním vnitřních předpisů podmiňují některé právní vztahy. Vnitřní předpis může vydat jen k tomu oprávněný orgán právnické osoby a z předpisu by mělo být zřejmé, který orgán a na základě jakého zmocnění jej vydal. Vnitřními předpisy nejsou právní akty směřující vně organizace, například obchodní podmínky, veřejné soutěže, veřejné sliby atd.

## Příklady
Mezi nejběžnější a nejzákladnější vnitřní předpisy patří například:
- organizační řád, který obvykle definuje hierarchickou organizaci,
- pracovní řád, který specifikuje práva a povinnosti zaměstnanců,
- požární řád, požární a poplachové směrnice, (viz krizové řízení) apod.,
- plán krizové připravenosti, krizový plán, traumatologický plán,
- bezpečnostní předpisy,
- provozní předpisy, provozní řády pro objekty i činnosti,
- metodické předpisy, technologické předpisy atd.,
- spisový řád, skartační řád nebo
- inventarizační řád.

Zejména u právnických osob, které nebyly zřízeny vnějším zřizovatelem, zákonem nebo například smlouvou, lze za vnitřní předpis považovat i jejich základní dokument, tedy typicky stanovy, statut a podobně.
Vnitřní předpis upravuje pouze právní vztah mezi organizací, která jej vyhlásila, a osobou, která je s ní v pracovním, členském, služebním, zmocněneckém nebo podobném vztahu. Vnitřní předpis sám o sobě nemůže ukládat povinnosti například obchodním partnerům, zákazníkům nebo jiným osobám. Není proto pramenem práva. Vnitřní předpisy a jejich dodržování však mohou být legitimním předmětem zájmu pro orgány dozoru, ať už by šlo o státní dozor, nebo dozor ze strany zřizovatele, odborové organizace aj.
Například v drážní dopravě je činnost, na rozdíl od silniční dopravy, do značné míry organizována podle vnitřních předpisů provozovatele dráhy a vnitřních předpisů dopravce. Zejména musí být vydán dopravní předpis, návěstní předpis, případně dopravní a návěstní předpis. Podmínkou k provozování dráhy je osvědčení o bezpečnosti provozovatele dráhy, podmínkou k provozování drážní dopravy je osvědčení dopravce, podmínkou k provádění letecké dopravy je osvědčení leteckého dopravce – při vydávání těchto osvědčení státní orgány zkoumají, zda organizační struktura, vnitřní předpisy a systém řízení zaručují bezpečnost provozu.